# Seychellaxis souleyetianus
Seychellaxis souleyetianus (лат.) — вид брюхоногих моллюсков, единственный в составе рода Seychellaxis из семейства Streptaxidae (Orthogibbinae, Eupulmonata). Встречаются на Сейшельских островах. Раковина очень мелкая, длиной около 1 см. Включён в Красный список IUCN Red List 2009 года.

## Описание
Раковина высотой 8,2—14,9 мм (диаметр 9,3—14,9 мм). Раковина субшаровидная, тонкая, блестящая, полупрозрачная, стеклоподобная, из 6—8 довольно выпуклых витков. Бесцветная. Эмбриональные завитки гладкие, в последующем мельче, сверху регулярно ребристые до ребристо-полосатых, снизу с несколькими неравномерными морщинами. Апертура яйцевидная, косая, с неразрезными, рефлексированными краями. Конхологически этот род сходен с Gonaxis, но и с рядом других таксонов с искривленной осью раковины (Indoartemon, Haploptychius, и другими). Анатомически Seychellaxis отличается от всех изученных видов строением простаты (частично отделенной от матки), а также необычно длинным семявыносящим протоком и свободным яйцеводом. Вид был впервые описан в 1841 году под названием Helix souleyetiana Petit de la Saussaye, 1841. Типовой материал обнаружен на Сейшельских островах. Входит в состав рода Seychellaxis Schileyko, 2000 из подсемейства Orthogibbinae (Streptaxidae, Eupulmonata).